# 足達実佳
足達 実佳（あだち みか、2000年8月12日 - ）は、日本の柔道選手。滋賀県出身。階級は57kg級。

## 経歴
柔道は父親の影響で小学校1年の時に始めた。比叡山中学から比叡山高校へ進むと、3年の時にインターハイ63㎏級で3位になった。2019年に明治国際医療大学へ進学すると、4年の時に滋賀県代表チームの一員として国体で3位になるが、個人戦で際立った実績はなかった。2023年に大阪府警の所属となると、2024年の全国警察柔道選手権大会63㎏級で優勝した。講道館杯の57㎏級では決勝で自衛隊体育学校の渕田萌生に敗れて2位だった。グランドスラム・東京では準決勝で世界選手権3位である三井住友海上の玉置桃を技ありで破ると、決勝でも渕田を技ありで破って、IJFワールド柔道ツアー初出場で優勝を飾った。2025年のグランドスラム・パリでは準々決勝でイスラエルのティムナ・ネルソン＝レヴィに技ありで敗れると、その後の敗者復活戦でも敗れて7位だった。体重別では初戦で敗れた。
IJF世界ランキングは1000ポイント獲得で51位(25/4/7現在)。

## 戦績
63㎏級での戦績
- 2018年 - インターハイ 3位
- 2022年 - 国体　3位
- 2023年 - 全国警察柔道選手権大会 3位
- 2024年 - 全国警察柔道選手権大会 優勝

57㎏級での戦績
- 2024年 - 講道館杯 2位
- 2024年 - グランドスラム・東京 優勝
- 2025年 - グランドスラム・パリ　7位

(出典JudoInside.com)